# Armadillidium maculatum
Armadillidium maculatum là một loài chân đều trong họ Armadillidiidae. Loài này được Risso miêu tả khoa học năm 1816.